# Reginald Revans
Reginald William Revans (14 mai 1907 – 8 janvier 2003) était un professeur, administrateur et consultant britannique, pionnier dans l'usage de la formation-action.
Il fut également athlète, représentant l'Angleterre au saut en longueur, notamment aux Jeux olympiques d'été de 1928 à Amsterdam (où il finit 32e) et aux Jeux de l'Empire britannique de 1930, où il remporta la médaille d'argent en saut en longueur et en triple saut.